# Jeff Hawkes
Jeff Owen Hawkes (Mthatha (toen nog Umtata), 3 september 1953) is een professioneel golfer uit Zuid-Afrika. 

## Amateur

### Teams
- Eisenhower Trophy: 1974

## Professional
Jeff Hawkes werd in 1974 professional. Ruim twintig jaar speelde hij op de Europese PGA Tour en sinds 2004 speelt hij op de Europese Senior Tour. Zijn twee overwinningen in Europa waren beide in Zwitserland.
Hij speelt niet veel, want hij is ook televisie-commentator en -analist bij Sky Sports. Ook wil hij zich toeleggen op het renoveren van golfbanen. In 2007 begon hij in Zuid-Afrika bij de Eshowe Country Club, die mogelijk de enige club is die een eeuw op dezelfde locatie speelt.

### Gewonnen
- 1979: Rolex Pro-Am in Genève
- 1988: Bloemfontein Classic
- 1989: A.E.C.I. Classic, Hollard Royal Swazi Sun Classic
- 1991: Canon European Masters

### Teams
- Hennessy Cognac Cup: 1982